# Neotamandua
Genre
Statut de conservation UICN

 EX  : Éteint
Neotamandua est un genre fossile de fourmiliers qui vivaient dans le Miocène/Pliocène en Amérique du Sud. Leurs fossiles ont été découverts dans le site fossilifère de La Venta en Colombie et dans la formation géologique du Pliocène Araucano en Argentine. Ses plus proches parents vivants sont le fourmilier géant (Myrmecophaga tridactyla) et tamanduas (genre Tamandua),. L'espèce Neotamandua borealis a été suggérée comme étant l'ancêtre du fourmilier géant
Patterson (1992) a suggéré que les fossiles de Neotamandua sont tellement semblables à ceux du genre Myrmecophaga que Neotamandua est peut-être un congénère de Myrmecophaga.

## Liste des espèces
Selon GBIF (14 janvier 2024) :
- † Neotamandua australis Scillato-Yané & Carlini, 1998
- † Neotamandua borealis Hirschfeld, 1976
- † Neotamandua conspicua Rovereto, 1914
- † Neotamandua greslebini Kraglievich, 1940
- † Neotamandua magna Ameghino, 1919

## Classification
Le genre Neotamandua a été créé en 1914 par le géologue, géographe et paléontologue italien Gaetano Rovereto (d) (1870-1952),. Cet auteur est également mentionné comme Cayetano Rovereto (d).

## Publication originale
- (es) Cayetano Rovereto, « Los estratos Araucanos y sus fósiles », Anales del Museo Nacional de Historia Natural de Buenos Aires, Argentine, vol. 25,‎ 1914, p. 1-247 (lire en ligne, consulté le 14 janvier 2024).